# Jarno Gmelich
Jarno Gmelich Meijling, né le 21 juin 1989 à Almere, est un coureur cycliste néerlandais.

## Palmarès

### Par année
- 2007[1]
  - 2e du championnat des Pays-Bas du contre-la-montre juniors
- 2010
  - Prologue du Tour de Mainfranken
  - 2e du Ronde van Midden-Nederland
  - 3e du Tour de Berlin
  - 3e du Tour de Mainfranken
- 2012
  - 1re étape du Tour d'Auvergne
  - Classement général du Tour de Moselle
  - 2e du Tour Nivernais Morvan
  - 3e des Boucles de l'Austreberthe
- 2013
  - 2e étape du Tour du Jura
  - Grand Prix de Lorgues
  - Quatre Jours des As-en-Provence :
    - Classement général
    - 1re étape

  - 2e des Boucles de l'Essor
  - 2e du Grand Prix d'Ancelle
  - 2e des Boucles du Tarn et du Sidobre
  - 3e d'Annemasse-Bellegarde et retour
- 2014
  - 1re étape du Tour de Slovaquie (contre-la-montre par équipes)
  - 1re étape du Czech Cycling Tour (contre-la-montre par équipes)
  - Ruddervoorde Koerse
- 2016
  - 4e étape du Tour de l'Alentejo
- 2017
  - Tour du Limbourg
  - 2e du Stadsprijs Geraardsbergen
- 2022
  - Tour de Hoogerheide

### Classements mondiaux
| Année           | 2009 | 2010 | 2011   | 2012 | 2013 | 2014 | 2015 | 2016 | 2017 | 2018   |
| --------------- | ---- | ---- | ------ | ---- | ---- | ---- | ---- | ---- | ---- | ------ |
| UCI Europe Tour | 918e | 210e | 1 152e | nc   | 591e | 483e | 753e | 961e | 863e | 1 733e |